# Eric Johannesen
Eric Johannesen (ur. 16 lipca 1988) – niemiecki wioślarz. Złoty medalista olimpijski z Londynu, mistrz świata.
Zawody w 2012 były jego pierwszymi igrzyskami olimpijskimi. Po medal sięgnął w rywalizacji ósemek. W 2011 został w tej konkurencji mistrzem świata.